# Marica Gajić
Marica Gajić (ur. 27 kwietnia 1995 w Bijeljinie) – bośniacka koszykarka, występująca na pozycjach silnej skrzydłowej lub środkowej, posiadająca także słoweńskie obywatelstwo, reprezentantka kraju.

## Osiągnięcia
Stan na 29 maja 2023, na podstawie, o ile nie zaznaczono inaczej.
Drużynowe
- Mistrzyni:
  - Hiszpanii (2021)[3]
  - Słowenii (2012–2016)[4][5][6][7]
- Wicemistrzyni Euroligi (2021)
- Zdobywczyni:
  - pucharu:
    - Słowenii (2012, 2013, 2015, 2016)[4][5][7]
    - Kastylii i León (2021)

  - superpucharu:
    - Hiszpanii (2020)[3]
    - Turcji (2018)
- 3. miejsce w Lidze Adriatyckiej (2014)
- 4. miejsce w Lidze Adriatyckiej (2015)
- Uczestniczka międzynarodowych rozgrywek:
  - Euroligi (2018/2019, 2020/2021)
  - Eurocup (2017/2018, 2019/2020, 2021/2022)

### Indywidualne
(* – nagrody i wyróżnienia przyznane przez portal eurobasket.com)
- Sportsmenka roku Bośni i Hercegowiny (2020)
- MVP ligi:
  - adriatyckiej (2015)
  - słoweńskiej (2014)*[6]
- Najlepsza*:
  - zawodniczka:
    - zagraniczna ligi słoweńskiej (2012)[4]
    - krajowa ligi słoweńskiej (2014)[6]

  - środkowa ligi słoweńskiej (2014)[6]
- Zaliczona do*:
  - I składu:
    - ligi słoweńskiej (2012, 2014, 2015)[4][6][7]
    - defensywnego ligi słoweńskiej (2012, 2013, 2014)[4][5][6]
    - zawodniczek krajowych ligi słoweńskiej (2014, 2015)[6][7]

  - II składu ligi słoweńskiej (2013)[5]
  - honorable mention ligi bośniackiej (2011)[8]
- Uczestniczka meczu gwiazd ligi słoweńskiej (2014, 2015)[6][7]
- Liderka w:
  - punktach:
    - ligi słoweńskiej (2014 – 15,2)[6]
    - Ligi Adriatyckiej (2016)

  - zbiórkach ligi:
    - adriatyckiej (2015, 2016)
    - słoweńskiej (2013 – 10,2, 2014 – 13,8)[5][6]
    - bośniackiej (2011 – 10,4)[8]

### Reprezentacja
Seniorska
- Uczestniczka:
  - mistrzostw Europy (2021 – 5. miejsce)
  - kwalifikacji do:
    - mistrzostw świata (2022)
    - Eurobasketu (2017, 2019, 2021)

Młodzieżowe
- Mistrzyni Europy U–20 dywizji B (2015)
- Uczestniczka mistrzostw Europy dywizji B:
  - U–20 (2014 – 5. miejsce, 2015 –. miejsce)
  - U–18 (2010 – 16. miejsce)
- MVP Eurobasketu U–20 dywizji B (2014, 2015)[9][10]
- Zaliczona do I składu Eurobasketu U–20 dywizji B (2014, 2015)[9][10]
- Liderka Eurobasketu U–20 dywizji B w:
  - punktach (2014 – 20,2)[11]
  - zbiórkach (2014 – 14,4)[11]